# اخاندهالی
اخاندهالی (به انگلیسی: Akhandhalli) یک روستا در هند است که در کارناتاکا واقع شده‌است.